# العلاقات النمساوية الصربية
العلاقات النمساوية الصربية هي العلاقات الثنائية التي تجمع بين النمسا وصربيا.

## مقارنة بين البلدين
هذه مقارنة عامة ومرجعية للدولتين:
| وجه المقارنة                                              | النمسا                                                    | صربيا                                                      |
| --------------------------------------------------------- | --------------------------------------------------------- | ---------------------------------------------------------- |
| المساحة (كم2)                                             | 83.86 ألف                                                 | 88.36 ألف                                                  |
| عدد السكان (نسمة)                                         | 8.81 مليون                                                | 7.02 مليون                                                 |
| الكثافة السكانية (ن./كم²)                                 | 105.06                                                    | 79.45                                                      |
| العاصمة                                                   | فيينا                                                     | بلغراد                                                     |
| اللغة الرسمية                                             | اللغة الألمانية، لغة الإشارة النمساوية ‏                   | اللغة الصربية                                              |
| العملة                                                    | يورو، شلن نمساوي، رايخ مارك، شلن نمساوي                   | دينار صربي                                                 |
| الناتج المحلي الإجمالي (بليون دولار)                      | 416.60 مليار                                              | 41.43 مليار                                                |
| الناتج المحلي الإجمالي (تعادل القوة الشرائية) بليون دولار | 426.99 مليار                                              | 100.13 مليار                                               |
| الناتج المحلي الإجمالي الاسمي للفرد دولار أمريكي          | 43.77 ألف                                                 | 5.24 ألف                                                   |
| الناتج المحلي الإجمالي للفرد دولار أمريكي                 | 47.68 ألف                                                 | 13.59 ألف                                                  |
| مؤشر التنمية البشرية                                      | 0.885                                                     | 0.771                                                      |
| رمز المكالمات الدولي                                      | +43                                                       | +381                                                       |
| رمز الإنترنت                                              | .at                                                       | .rs، .срб ‏                                                 |
| المنطقة الزمنية                                           | توقيت وسط أوروبا، ت ع م+01:00، ت ع م+02:00، أوروبا/فيينا ‏ | توقيت وسط أوروبا، ت ع م+01:00، ت ع م+02:00، أوروبا/بلغراد ‏ |

## مدن متوأمة
في ما يلي قائمة باتفاقيات التوأمة بين مدن نمساوية وصربية:
- ترتبط فيينا مع بلغراد باتفاقية توأمة منذ 20 نوفمبر 1990.
- ترتبط Mödling [الإنجليزية]‏ مع زمون [الإنجليزية]‏ باتفاقية توأمة منذ 1956.

## منظمات دولية مشتركة
يشترك البلدان في عضوية مجموعة من المنظمات الدولية، منها:
| علم المنظمة | اسم المنظمة                               | تاريخ انضمام النمسا | تاريخ انضمام صربيا |
| ----------- | ----------------------------------------- | ------------------- | ------------------ |
|             | وكالة ضمان الاستثمار متعدد الأطراف        | 16 ديسمبر 1997      | 19 مارس 1993       |
|             | الأمم المتحدة                             | 14 ديسمبر 1955      | 1 نوفمبر 2000      |
|             | الفريق المعني برصد الأرض                  | ?                   | ?                  |
|             | منظمة حظر الأسلحة الكيميائية              | ?                   | ?                  |
|             | منظمة الشرطة الجنائية الدولية             | ?                   | ?                  |
|             | منظمة الأمن والتعاون في أوروبا            | 25 يونيو 1973       | 3 يونيو 2006       |
|             | مؤسسة التنمية الدولية                     | 28 يونيو 1961       | 25 فبراير 1993     |
|             | يونسكو                                    | 13 أغسطس 1948       | 20 ديسمبر 2000     |
|             | مجلس أوروبا                               | ?                   | 3 أبريل 2003       |
|             | الاتحاد البريدي العالمي                   | ?                   | ?                  |
|             | البنك الدولي للإنشاء والتعمير             | 27 أغسطس 1948       | 25 فبراير 1993     |
|             | الاتحاد الدولي للاتصالات                  | 1866                | 1 يونيو 2001       |
|             | مؤسسة التمويل الدولية                     | 28 سبتمبر 1956      | 25 فبراير 1993     |
|             | المنظمة الأوروبية لسلامة الملاحة الجوية   | 1993                | 2005               |
|             | المركز الدولي لتسوية المنازعات الاستشارية | 24 يونيو 1971       | 8 يونيو 2007       |
|             | مجموعة الموردين النوويين                  | ?                   | ?                  |

## أعلام
هذه قائمة لبعض الشخصيات التي تربطها علاقات بالبلدين:
- ألكساندر دراغوفيتش (لاعب كرة قدم نمساوي، 6 مارس 1991[20] – )
- دراغان هولكر (لاعب كرة قدم صربي، 19 يناير 1945 – 23 سبتمبر 2015)
- زلاتكو يونوزوفيتش (لاعب كرة قدم نمساوي، 26 سبتمبر 1987 – )
- ستيفان بيريتش (لاعب كرة قدم نمساوي، 13 فبراير 1997[21] – )
- ستيفان سافيتش (لاعب كرة قدم نمساوي، 9 يناير 1994[22] – )
- سيكان ستانكوفيتش (لاعب كرة قدم نمساوي، 4 نوفمبر 1992[23] – )
- غوريتسا أتشيموفيتش (لاعبة كرة يد نمساوية، 28 فبراير 1985 – )
- كونستانتين يوفانوفيتش (13 يناير 1849[24] – 15 فبراير 1923[24])
- ماركو أرناوتوفيتش (لاعب كرة قدم نمساوي، 19 أبريل 1989[25] – )
- ماركو ديوريكين (لاعب كرة قدم نمساوي، 12 ديسمبر 1992[26] – )
- نيكولا دوفيدان (لاعب كرة قدم نمساوي، 6 يوليو 1994[27] – )
- نيكولا مارينوفيتش (لاعب كرة يد نمساوي، 29 أغسطس 1976 – )

## وصلات خارجية
- موقع وزارة الخارجية النمساوية
- موقع وزارة الخارجية الصربية